# Clonakilty
Clonakilty (iriska: Cloich na Coillte eller Clanna Chaoilte) är ett litet samhälle i West Cork i grevskapet Cork på Irland belägen cirka 45 minuter med bil från Cork. Clonakilty ligger nära, men inte vid, Irlands sydkust och ligger omgiven av ett bergigt landskap som används främst till jordbruk. Clonakilty har runt 4 000 invånare.
Gatorna i Clonakilty är mycket rena och staden vann priset Irlands renaste stad år 1999. Renheten är ett resultat som tillägnats genom volontära hjälparbetare som affärsbiträden och invånare gått samman och hjälpts åt för att få ordning på orten. Clonakilty är även känd för sin blodpudding.